# Omar Zalazar
Domingo Omar Zalazar (Vera, Provincia de Santa Fe, Argentina, 10 de agosto de 1986) es un futbolista argentino. Juega de delantero y su equipo actual es el Municipal de la Liga Nacional de Guatemala.

## Biografía
Siempre jugó al básquet en Círculo Recreativo, empezó a los 13 años, y el fútbol era el hobby de su grupo de amigos. En el básquet era federado, y como los domingos no tenían actividad, se anotaban en los relámpagos de fútbol 7. Cuando tenía 15 años, Pely Giansilly, un gran técnico de fútbol de Vera, se hizo cargo de Gimnasia, un club local que pretendía armar un equipo para volver a participar en la Liga, de la que se había ido hacía un tiempo. Lo llamó, habló con él,  pero no estaba del todo convencido en dejar el básquet. En el primer año, cayó un hombre de Rosario que se llamaba Dante D' Alessandro y que representaba a Claudio Bieler, hoy jugador. Fue a ver jugadores, y después de un partido que hicimos con Deportivo Malabrigo, lo llamó aparte y le dijo: `¿querés ir a Gimnasia La Plata?' Le dijo que no tenía expectativas, que no se imaginaba vivir del fútbol o que no sentía nada por irse a probar a un club tan importante; Fue igual. Cuando paso a quinta, en su segundo año, le tocó pelear el puesto con varios delanteros, como Pergüidi, Dubarbier. D' Alessandro lo llevó a Rosario, al combinado del Club Renato Cesarini, donde estuvo un año. Llegó a probarse en San Lorenzo, quedó junto a David Solari, pero al mes cambió el coordinador del club, y el que vino les dijo que tenía dos pibes que iban a ocupar sus lugares. Volvió al Club Renato Cesarini, donde jugó la primera fecha de la Liga Rosarina. Una vez concluido ese cotejo le habló Jorge Solari, quien lo ofreció ir a Estudiantes de La Plata. Llegó con edad de cuarta, pero empezó a alternar con la tercera y firmó su primer contrato. Pero no se quedó en el club, lo cedieron a préstamo a Defensa y Justicia, donde el coordinador era Claudio Vivas. En su carrera existe un fugaz paso por El Porvenir donde estuvo 2 meses jugó 10 partidos, no ganó ni un peso y se volvió a Estudiantes. Lo habían llamado de Platense y de Merlo, pero con su representante (Luis Belvedere) decidieron elegir a Olimpo, compartiendo delantera con Alejandro Delorte.

## Clubes
| Club               | País      | Año             | Partidos | Goles |
| ------------------ | --------- | --------------- | -------- | ----- |
| El Porvenir        | Argentina | 2007            | 9        | 1     |
| Defensa y Justicia | Argentina | 2007 - 2009     | 63       | 10    |
| Olimpo             | Argentina | 2009 - 2010     | 27       | 6     |
| Audax Italiano     | Chile     | 2010 - 2015     | 78       | 19    |
| Unión Comercio     | Perú      | 2015            | 3        | 0     |
| Suchitepéquez      | Guatemala | 2016            | 23       | 15    |
| Real España        | Honduras  | 2016            | 20       | 14    |
| Atlante (cesión)   | México    | 2017            | 17       | 4     |
| Real España        | Honduras  | 2017 - 2018     | 24       | 7     |
| Municipal          | Guatemala | 2018 - Presente | 7        | 1     |